# Magnum (satélite)
Magnum foi a designação de uma classe de satélites espiões SIGINT supostamente operado pelo National Reconnaissance Office para a Agência Central de Inteligência dos Estados Unidos. O programa continua a ser classificado, e as informações que existem sobre o mesmo é especulativas.
Acredita-se que dois satélites Magnum foram lançados a partir do ônibus espacial Discovery durante as missões STS-51-C em 1985 e STS-33 em 1989. Os satélites supostamente teria uma massa de 2 200–2 700 kg (4 900–6 000 lb), operando em órbitas quase geoestacionárias, usando um Inertial Upper Stage para chegar a partir da órbita da nave à órbita geoestacionária superior. De acordo com Jim Slade da ABC News, o segundo satélite, USA-48, substituiu o primeiro, o USA-8, que após mais de 4 anos em órbita estava acabando o combustível de manobrar necessário para manter sua estação sobre o Oceano Índico. A missão dos dois satélites foi de escutar as comunicações militares e diplomáticas da União Soviética, da China e dos países vizinhos.

## Satélites
| Nome   | COSPAR ID SATCAT № | Data do lançamento (UTC)        | Veículo de lançamento    | Local do lançamento | Longitude | Observações         |
| ------ | ------------------ | ------------------------------- | ------------------------ | ------------------- | --------- | ------------------- |
| USA-8  | 1985-010B          | 24 de janeiro de 1985 19:50:00  | Discovery STS-51-C / IUS | KSC LC-39A          |           |                     |
| USA-48 | 1989-090B          | 23 de novembro de 1989 00:23:00 | Discovery STS-33 / IUS   | KSC LC-39B          |           | Substituto do EUA-8 |